# Rivula costinotata
Rivula costinotata är en fjärilsart som beskrevs av George Francis Hampson 1926. Rivula costinotata ingår i släktet Rivula och familjen nattflyn. Inga underarter finns listade.